# Urotheca guentheri
Espèce
Synonymes
- Tachymenis decipiens Günther, 1895
- Rhadinaea guentheri Dunn, 1938

Statut de conservation UICN

 LC  : Préoccupation mineure
Urotheca guentheri  est une espèce de serpents de la famille des Dipsadidae.

## Répartition
Cette espèce se rencontre :
- au Nicaragua ;
- au Honduras ;
- au Costa Rica ;
- à Panama.

## Étymologie
Cette espèce est nommée en l'honneur d'Albert Charles Lewis Günther.

## Publications originales
- Dunn, 1938 : A New Rhadinaea from Central America. Copeia, vol. 1938, p. 197-198.
- Günther, 1895 : Reptilia and Batrachia, Biologia Centrali-Américana, Taylor, & Francis, London, p. 1-326 (texte intégral).